# Dave Grusin
David Grusin (Littleton, Colorado, 26 de junho de 1934) é um compositor e pianista de jazz norte-americano que compõe bandas sonoras de filmes.

## Obra
Em 1975, trabalhou com a parceria com Sydney Pollack no filme: Yakuza (The Yakuza) (1975). Entre com a colaboração com Dave Grusin e Sydney Pollack: Os Três Dias do Condor (Three Days of the Condor) (1975), Um Momento, Uma Vida (Bobby Deerfield) (1977), O Cowboy Eléctrico (The Electric Horseman) (1979), A Calúnia (Absence of Malice) (1981), Tootsie - Quando Ele Era Ela (Tootsie) (1982), Havana (Havana) (1990), A Firma (The Firm) (1993) e Encontro Acidental (Random Hearts) (1999).
Recebeu diversas prêmiações, entre outros o Oscar de melhor banda sonora em 1989 para banda sonora do filme The Milagro Beanfield War.

## Discografia
- Subways are for Sleeping - 1962
- Piano, Strings, and Moonlight - 1963
- Kaleidoscope - 1964
- The Yakuza (soundtrack) - 1975
- One of A Kind - 1977
- Mountain Dance - 1979
- The Champ (soundtrack) - 1979
- Dave Grusin Presents GRP All-Stars Live In Japan - 1980
- Out of the Shadows - 1982
- Night Lines - 1983
- NY/LA Dream Band - 1984
- Harlequin (com Lee Ritenour) - 1985
- Cinemagic - 1987
- Collection - 1988
- Little Big Horn (com Gerry Mulligan) - 1988; GRP Records
- Sticks and Stones (com Don Grusin) - 1988
- The Fabulous Baker Boys (soundtrack) - 1989
- Migration - 1989
- A Dry White Season - 1989
- Havana (Motion Picture Soundtrack) - 1990
- The Bonfire of the Vanities (soundtrack) - 1991
- The Gershwin Connection - 1991
- The Firm (soundtrack) - 1993
- Dave Grusin and the GRP All-Star Big Band - 1993
- Homage to Duke - 1993
- The Orchestral Album - 1994
- The Cure (trilha sonora do filme) - 1995
- Two for the Road - 1996
- Mulholland Falls (soundtrack) - 1996
- Dave Grusin Presents: West Side Story - 1997
- Random Hearts (Motion Picture Soundtrack) - 1999
- Two Worlds (com Lee Ritenour) - 2000
- The Very Best of Dave Grusin - 2002
- Now Playing: Movie Themes - Solo Piano - 2005
- Amparo (com Lee Ritenour) - 2008